# 낭포성 섬유증
낭포성 섬유증(囊胞性纖維症, Cystic fibrosis, CF, mucoviscidosis), 낭성 섬유증 또는 점액성 점착증은 상염색체 열성 유전성 질환이다. 주로 허파에 큰 문제를 일으키며, 이뿐 아니라 이자, 간, 창자에도 영향을 미친다.
상피 조직을 통해 염화 이온과 나트륨을 운반하는 데 이상이 생기는 것이 특징이며 이 까닭에 두껍고 끈적거리는 점막이 만들어진다.

## 원인
낭포성 섬유증은 상염색체에 이상이 생겨 발병하는 유전병으로, 염소 수송을 담당하는 유전자에 이상이 생겨서 발병한다. 이 질병이 있는 환자들은 기본적으로 폐와 이자 등에 있는 점막 생성 세포의 결함을 가지고 있다. 체내에서 점액이 너무 많이 생산되어 폐와 이자에 이상이 발생하기 때문에 소화효소가 소장에 도달할 수 없다.

### 낭포성 섬유증유발세포막단백질
낭포성 섬유증유발세포막단백질(CFTR)이란 낭포성 섬유증의 원인이 되는 단백질이다. 7번 염색체 장완 31영역에 위치한다.
Cl－채널로서 약 5개의 영역으로 구성된다. 이 기관에 이상이 생기면 외분비선의 분비부전을 일으켜서 점액의 점착성이 이상하게 높아져 췌관, 담관, 장관, 기관지 등의 통로가 막혀서 땀의 Cl－농도가 증가하는데 기여한다.

## 특성
과도한 점액의 발생은 그 자체로 폐와 이자의 분비·흡수 효율을 낮추고 췌장에서는 끈적한 점액이 췌장액의 이동을 막아서 소화 장애를 일으키고 지방 및 지용성 비타민의 흡수 장애가 나타난다. 이로 인해 영양 장애까지 나타날 수 있는데 이는 아기에게 흔하다. 그 외에도 낭포성섬유증으로 인해 부비동염, 비용종, 식도염, 췌장염, 간경변, 직장탈출증, 당뇨, 불임(특히 남성) 등이 나타날 수 있다.
또한 이 점액은 병원균의 이동을 억제하기 때문에 접액 부위에서의 세균 과증식과 감염이 발생할 확률을 높인다.

## 치료
유전자에 이상이 생겨서 일어나는 병이다 보니 일반적인 치료로는 증상을 완화시키는 것이 전부이고 궁극적인 해결은 될 수 없다. 점막을 얇게 하거나 감염의 위험을 줄이는 것 정도에서 멈추는 경우가 많다.
일반적인 치료는 이 질환의 중등도와 발생 부위에 따라 다르다. 경과 관찰을 세밀하게 하는 것이 중요하다. 폐에서 발생한 경우에는 항생제와 점액을 묽게 만드는 약제를 복용하고 흉부 물리치료로 시행한다. 흉부 물리치료란 손을 컵 모양으로 만들어서 가슴과 등을 두들겨 폐 안의 점액이 잘 배출되도록 도와주는 방법이다. 성인의 경우 흉부 물리치료만 시행하기도 한다. 흉부 물리치료 효과가 나타나도록 특수 조끼를 사용하기도 하는데 이 조끼에는 진동하는 기계가 부착되어 있다. 폐 질환이 심각하면 폐 이식을 시행하기도 한다. 소화 장애는 고칼로리 식단과 췌장 효소 공급 및 비타민 보충으로 치료한다.
최근 연구는 유전자 치료법을 이용하여 이 질병을 일으키는 CFTR 유전자를 정상 유전자로 바꾸어주고 점액 분해 효소를 직접 만들 수 있게 하고자 한다.

## 같이 보기
- 유전병